# Allez Allez Zimbabwe
Allez Allez Zimbabwe was een Vlaams televisieprogramma dat de avonturen van enkele jonge Zimbabwanen volgde. Ze willen het maken als Afrikaanse veldrijders en worden gecoacht door Roger De Vlaeminck en Ronnie De Meyer. Het was voor het eerst op VTM te zien in 2004.

## Concept
In de eerste reeks van dit programma trok Roger naar Zimbabwe om er, als kersvers bondscoach, vijf jonge talenten te zoeken. Hij koos voor Jackson Vijarona, Tschabalala Nqobizitha, Abel Muchenje, Gorden Martin en Brighton Kasecha. Hun opleiding in België verliep echter niet van een leien dakje. De Afrikanen hadden moeite met de zware trainingen en werden steevast gedubbeld in elke veldrit waaraan ze deelnamen. Hun uiteindelijke doel, presteren op het Wereldkampioenschap in Sankt-Wendel 2005 werd dan ook niet gerealiseerd. Na het veldritseizoen vertrokken de Zimbabwanen terug naar hun thuisland met de belofte om veel te trainen, zodat ze volgend seizoen beter zouden presteren.
In de tweede reeks trok Roger terug naar Afrika, om te zien hoe het met zijn jongens gesteld was. Hij organiseerde verschillende selectieproeven en koos er de beste zes renners uit. Hij koos opnieuw voor Jackson Vijarona, Tschabalala Nqobizitha, Gorden Martin en Brighton Kasecha; en ook twee nieuwkomers: Brian Zengeni en Prince Ngundu. Abel Muchenje werd niet geselecteerd en was zeer ontgoocheld. Zijn niet-selectie was opmerkelijk, want hij had het jaar voordien in België de beste resultaten behaald en had onlangs nog een wegwedstrijd gewonnen in Zimbabwe. In de laatste selectieproef kende hij echter een slechte dag en dat brak hem zuur op.
In België had Roger goede hoop op betere resultaten, zijn renners verkeerden duidelijk in een betere vorm dan vorig jaar. Maar de jonge Afrikanen kregen ook meer interesse in het nacht- en liefdesleven. De resultaten bleven weer uit en Roger was duidelijk ontevreden met een nieuw mislukt seizoen.
Roger gaf de Afrikanen nog een kans. Het veldritseizoen 2006-2007 werd het seizoen van de waarheid. Hij besloot om 4 van zijn renners in de zomer te laten overkomen, zodat ze ritme konden opdoen in de talrijke kermiskoersen in Oost-Vlaanderen. Dat bleek een goede keuze, de renners behaalden meer dan behoorlijke resultaten. Jackson Vijarona presteerde echter niet, en viel uit de gratie van coach Roger. Om nog beter voorbereid te zijn op de komende winter, nam de Zimbabwaanse ploeg in november voor het eerst deel aan de Ronde van Burkina Faso, de grootste wedstrijd in Afrika. Ook hier haalde de ploeg bemoedigende resultaten.
In de winter verliep het aanvankelijk minder vlot. De Zimbabwanen werden aanvankelijk weer gedubbeld in elke veldrit. Maar vooral Brian boekte progressie. Hij heeft duidelijk het meeste talent en was dolblij met zijn eerste premie die hij verdiende in een veldrit. Coach Roger begon zich echter te ergeren aan de mindere resultaten van Gorden. Gorden had volgens hem te veel oog voor zijn kersverse verloofde, Tinny. Ondanks enkele ziektes en kwaaltjes verscheen de Zimbabwaanse ploeg in topvorm aan de start van het WK. Helaas, het mocht niet baten. Bij de beloften werden Brian, Byron en Gorden gedubbeld door een ontketende Lars Boom. Bij de profs waren Tschabalala en Conway, de nieuwkomer, geen partij voor de absolute wereldtop. Coach Roger was echter niet teleurgesteld, hij keek naar eigen zeggen al uit naar volgend seizoen.
Vanaf 2009 rijdt Brian Zengeni voor Harare Cycling.